# Nicole Richie

Tiểu thuyết của Nicole Richie - "Sự thật về những viên kim cương"

Nicole Camille Richie (sinh ngày 21 tháng 9 năm 1981) là diễn viên, ca sĩ và người giao thiệp rộng Mỹ được biết đến như con gái nuôi của ca sĩ Lionel Richie và với vai diễn trong chương trình truyền hình The Simple Life. Cô thường được xem là nhân vật nổi tiếng không nhờ tài năng (famous for being famous).